# Прапорець
Прапорець (англ. checkmark) — знак (✓, ✔, ☑, і т. д.) для позначення згоди або включення, обліку. Наприклад, «так; перевірено», «так; правильна відповідь», «так; використовувати», «виконано» тощо. У виборчих бюлетенях для цих цілей іноді використовують хрестик, але той також може означати і «ні», «неправильно».
Також застосовують термін галочка, позначка, пташка, зачерк та англіцизм чекбокс (чекмарк).

## Unicode
Юнікод надає кілька символів для прапорця:
- U+2713 ✓ CHECK MARK
- U+2714 ✔ HEAVY CHECK MARK
- U+2705 ✅ WHITE HEAVY CHECK MARK
- U+237B ⍻ NOT CHECK MARK
- U+2610 ☐ BALLOT BOX
- U+2611 ☑ BALLOT BOX WITH CHECK